# Bartłomiej Pękiel
Bartłomiej Pękiel (zm. prawd. w 1670 w Krakowie) – polski kompozytor epoki baroku.

## Życiorys
W latach 1649–1655 był kapelmistrzem królewskim w Warszawie, a od 1657 dyrygent kapeli katedry wawelskiej.
Działalność Pękiela dzieli się na dwa etapy przedzielone okresem potopu szwedzkiego. W czasie pobytu na dworze królewskim w Warszawie Pękiel tworzył dla potrzeb kapeli królewskiej, a w Krakowie  głównie utwory a capella. Część jego kompozycji zaginęła, pozostałe zachowały się w archiwum wawelskiej kapituły katedralnej w Krakowie oraz (zagrabione przez Szwedów w czasie wojen) w Bibliotece Uniwersyteckiej w Uppsali.
Pierwsze pełne wydanie płytowe zachowanych utworów Bartłomieja Pękiela ukazało się w 2018 roku nakładem polskiej wytwórni Dux (3 CD) w wykonaniu Octava Ensemble.

## Twórczość
Zachowane utwory:

### Wokalne
- Missa pulcherrima (CATB)
- Missa Paschalis (ATTB)
- Missa Brevis (ATTB)
- Missae senza le cerimonie (CATB + CATB)
- Missa concertata "La Lombardesca"[2]
- Missa a 4 voci (ATTB)
- Patrem na rotuły (ATTB)
- Patrem rotulatum (ATTB)
- Ave Maria. Motet (ATTB)
- Nativitas tua. Motet (ATTB)
- O adoranda Trinitas. Motet (ATTB)
- Magnum nomen Domini. Motet (CATB)
- Resonet in Laudibus. Motet (CATB)
- Salvator orbis. Motet (CATB)
- Domine ne in furore. Motet, niekompletny, brak głosu altowego (ATTB)
- Quae est ista. Motet, niekompletny, brak głosu altowego (ATTB)
- O Salutaris Hostia, Motet, niekompletny, brak głosu altowego oraz tenorowego I. (ATTB)
- Sub Tuum Praesidium. Motet (ATTB)

### Instrumentalne i wokalno-instrumentalne
- Dialogo Audite mortales uchodzący za pierwsze polskie oratorium (per 3 violi d'gamba, duo canti, duo alti, tenor, bassus con basso continuo)[2]
- Trzy tańce polskie: Uroczysty (Moderato) - Dostojny (Andante) - Wesoły (Allegro)
- Dulcis amor Jesu. Koncert wokalny (per duo canti, altus, tenore, bassus con basso continuo)